# Astatoreochromis vanderhorsti
Astatoreochromis vanderhorsti és una espècie de peix de la família dels cíclids i de l'ordre dels perciformes.

## Morfologia
- Els mascles poden assolir 13 cm de longitud total.[1][2]

## Alimentació
És omnívor.

## Hàbitat
És una espècie de clima tropical.

## Distribució geogràfica
Es troba a Àfrica: riu Malagarasi (conca del llac Tanganyika)